# Timana vulgaria
Timana vulgaria là một loài bướm đêm trong họ Geometridae.